# Georg Fischer (Theologe)
Georg Fischer SJ (* 1954 in Levis (Feldkirch)) ist österreichischer römisch-katholischer Priester, Theologe und Alttestamentler. 

## Leben
Er trat 1972 in den Jesuitenorden ein. Nach Studien in München, Innsbruck, Graz (Habilitation: 1992/1993) und am Päpstlichen Bibelinstitut (1988: Dissertation bei Jean Louis Ska) in Rom unterrichtet er seit 1985 in verschiedenen Ländern, ab 1995 als Ordinarius für Bibelwissenschaft des Alten Testaments und orientalische Sprachen an der Katholisch-Theologischen Fakultät in Innsbruck. 1993/94 absolvierte er den letzten Teil seiner Ordensausbildung auf den Philippinen.  2022 wurde er an der Universität Innsbruck emeritiert.
Seine Forschungs- und Interessenschwerpunkte sind Tora und Prophetie (vor allem Jeremia) sowie bibeltheologische Themen und Fragen der Hermeneutik und Methodologie.

## Publikationen
- mit Stefan Hofmann: Frieden finden (= Ignatianische Impulse Band 100). Echter, Würzburg 2024, ISBN 978-3-429-05938-5.